# LSP1
LSP1‏ (Lymphocyte specific protein 1) هوَ بروتين يُشَفر بواسطة جين LSP1 في الإنسان.

## الوظيفة
يعمل كعامل تنبؤي مستقل للأورام الخبيثة التقدمية في الورم الدبقي وعائي التمركز.